# Saint-Exupéry (Gironde)
Saint-Exupéry (okzitanisch Sent Superi) ist eine französische Gemeinde mit 169 Einwohnern (Stand: 1. Januar 2022) im Département Gironde in der Region Nouvelle-Aquitaine. Sie gehört zum Arrondissement Langon und zum Kanton Le Réolais et Les Bastides. Die Einwohner werden Exupériens genannt.

## Geographie
Saint-Exupéry liegt etwa 61 Kilometer südöstlich von Bordeaux. Umgeben wird Saint-Exupéry von den Nachbargemeinden Saint-Félix-de-Foncaude im Norden, Camiran im Osten, Morizès im Süden, Saint-Laurent-du-Plan im Süden und Südwesten sowie Saint-Laurent-du-Bois im Westen.

## Bevölkerungsentwicklung
| 1962                       | 1968 | 1975 | 1982 | 1990 | 1999 | 2006 | 2017 |
| -------------------------- | ---- | ---- | ---- | ---- | ---- | ---- | ---- |
| 122                        | 144  | 124  | 120  | 109  | 119  | 149  | 168  |
| Quellen: Cassini und INSEE |      |      |      |      |      |      |      |

## Sehenswürdigkeiten
- Kirche Saint-Exupère aus dem 11./12. Jahrhundert, Monument historique seit 2007

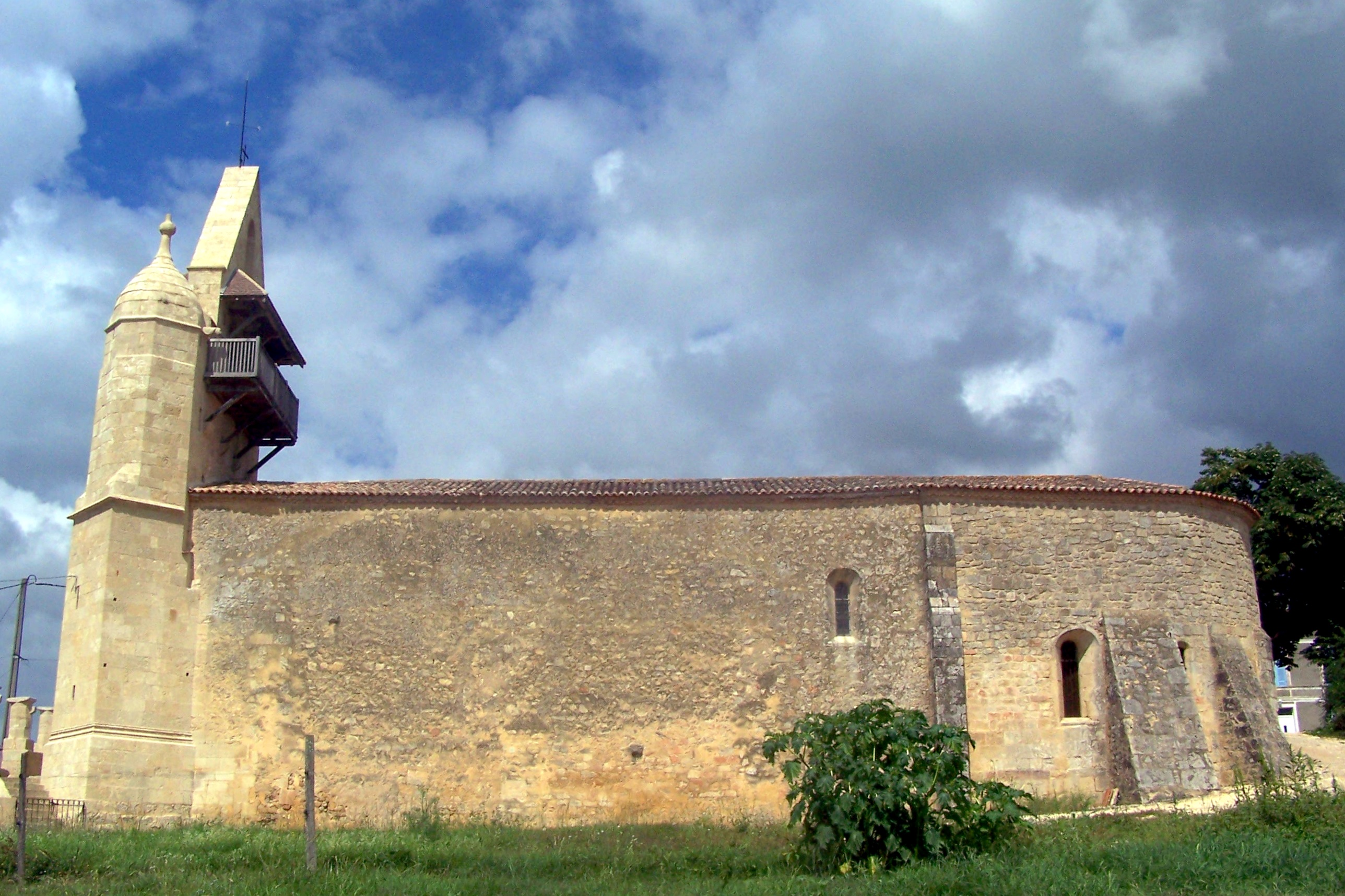
Kirche Saint-Exupère